# Рока Роса (Палермо)
Рока Роса је насеље у Италији у округу Палермо, региону Сицилија.
Према процени из 2011. у насељу је живело 27 становника. Насеље се налази на надморској висини од 288 м.